# Gastrotheca espeletia
Espèce
Statut de conservation UICN

 EN B1ab(iii)+2ab(iii) : En danger
Gastrotheca espeletia est une espèce d'amphibiens de la famille des Hemiphractidae.

## Répartition
Cette espèce se rencontre entre 2 530 et 3 400 m d'altitude dans la cordillère Centrale en Colombie dans le département de Nariño et en Équateur dans la province de Carchi.

## Description
Les mâles mesurent jusqu'à 52 mm et les femelles jusqu'à 51 mm.

## Publication originale
- Duellman & Hillis, 1987 : Marsupial frogs (Anura: Hylidae: Gastrotheca) of the Ecuadorian Andes: resolution of taxonomic problems and phylogenetic relationships. Herpetologica, vol. 43, no 2, p. 141-173 (texte intégral).